# Monte Pubulema
Il monte Pubulema è un monte situato in territorio di Ploaghe, nel Logudoro Meilogu, nella Sardegna nord-occidentale. Si trova a nord-ovest del Monte Ruju. La quota media del perimetro è di 463 m s.l.m., la sua cima si innalza fino alla quota di 536 metri. Fa parte del sistema di coni allineati in direzione NNO-SSE che comprende, il Monte Ruju, Monte Percia, Sos Pianos e Sa Figu ’e Mannu.

## Descrizione
Il Monte Pubulena è costituito da scorie basaltiche sciolte. Il cratere è completamente coperto e in parte eroso. Il cono è costituito al di sopra delle colate basaltiche.